# Jamaika-Feigenfledermaus
Die Jamaika-Feigenfledermaus (Ariteus flavescens) ist eine Art der Fruchtvampire, die auf Jamaika endemisch ist. Es ist die einzige Art ihrer Gattung.

## Aussehen
Dies ist eine mittelgroße Fledermaus. Die Kopfrumpflänge beträgt 6 bis 6,5 cm, ein Schwanz fehlt. Die Flügel sind breit und relativ kurz. Das Gewicht liegt bei 9,2 bis 13,1 Gramm. Männchen sind im Schnitt einen halben Zentimeter kleiner als Weibchen. Das Fell ist oberseits rotbraun, an der Unterseite hellbraun. An beiden Schultern gibt es je einen auffälligen weißen Fleck.

## Verbreitung

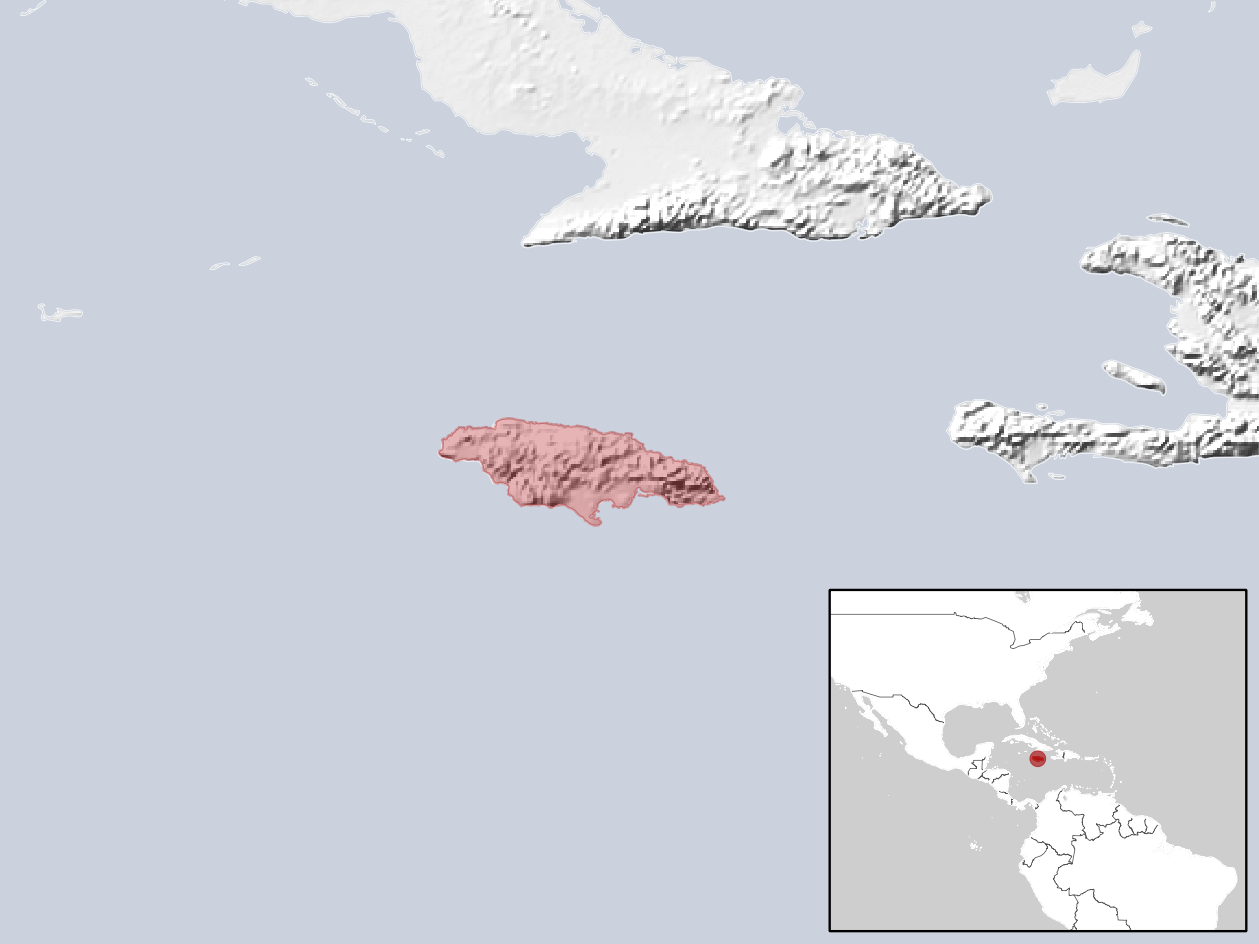
Verbreitungsgebiet

Die Jamaika-Feigenfledermaus lebt nur auf Jamaika. Obwohl sie dort nur von zehn Fundorten bekannt ist, wird angenommen, dass die Fledermaus über die ganze Insel verbreitet ist. Bei der Wahl des Lebensraums ist die Art nicht wählerisch; sie wurde in Primär- und Sekundärwäldern sowie Kokosnuss- und Bananenplantagen gefunden.

## Lebensweise
Die Nahrung sind Früchte und Insekten. Häufige Nahrungspflanzen sind Kirschmyrten (Eugenia) und Breiapfelbaum (Manilkara). Die wichtigsten Feinde sind Eulen.

## Systematik
Die Jamaika-Feigenfledermaus bildet zusammen mit den Gattungen Ardops, Phyllops und Stenoderma den karibischen Subtribus Stenodermatina des Tribus Stenodermatini der Fruchtvampire.

## Name
Der Gattungsname Ariteus bedeutet "kriegerisch", der Artname flavescens "gelblich". Auf Englisch wird die Art Jamaican Fig-eating Bat genannt. Ein deutscher Name ist nicht bekannt. Die Benennung Jamaika-Fruchtvampir wird für eine andere Art, Artibeus jamaicensis, verwendet.

## Weblink
- Ariteus flavescens in der Roten Liste gefährdeter Arten der IUCN 2013.2. Eingestellt von: Dávalos, L., Arroyo-Cabrales, J., Miller, B., Reid, F., Cuarón, A.D. & de Grammont, P.C., 2008. Abgerufen am 28. Dezember 2013.